# Villanueva de Argecilla
Villanueva de Argecilla község Spanyolországban, Guadalajara tartományban. Villanueva de Argecilla Jadraque, Ledanca, Utande és Miralrío községekkel határos. Lakosainak száma 32 fő (2024).

## Népesség
A település népessége az utóbbi években az alábbiak szerint változott:
| Lakosok száma | 39   | 48   | 46   | 42   | 40   | 39   | 29   | 31   | 40   | 32   |
|               | 2001 | 2004 | 2006 | 2009 | 2011 | 2014 | 2016 | 2019 | 2021 | 2024 |